# キャリアカー
キャリアカーは、車両を運搬するためのトラックである。車載専用車または車輌運搬車、車両積載車（略して「積車（せきしゃ）」）とも呼ばれ、主に自動車や建設車両を輸送する。「カーキャリア」とも呼ばれる。

## 概要
キャリアカーとは、車を運ぶトラックのことを指す。
しかし、荷台に乗せられれば全てキャリアカーとはいえない。載せた後、車両用の固定設備が整っているものをいう。ベルトをトレッドに巻く、ワイヤー式を使っての固定設備はキャリアカーとは言わず、貨物トラックである。例外として、国産メーカーは、指定のワイヤーを使う固定方法を設計に基づき使用している。ハシゴをかけて載せる方法を取られているのも貨物トラックである。
キャリアカーは主に軽自動車から2トンクラスのトラックまでの車を輸送している。キャリアカーによる四輪自動車は、新車および中古車の商品車輸送とマイカー輸送の3つに分けられる。新車輸送は自動車メーカーの工場から港や物流拠点、納車整備（PDI:Pre Delivery Inspection）センターへ、そしてディーラー（販売店）などの間の輸送で、中古車輸送はオークション会場と販売店間、あるいはオークション会場や販売店同士の間の輸送となる。
新車輸送はメーカー直営の輸送会社や、メーカー直営の輸送会社のビジネスパートナー（グループ、協力、下請け企業）が主に行っており、中古車輸送は直営企業、下請け企業、そしてメーカー直営でも下請けでもない専業企業も行っている。
マイカー輸送は個人や企業が所有する自動車を目的地まで運ぶもので、輸送は直営や下請け企業、あるいは専門業者が行う。
道路法により自動車運搬用フルトレーラーの全長は19mが上限とされており、構造改革特別区域（特区）を申請した岩手県・宮城県・静岡県・愛知県・福岡県においては、2010年（平成22年）11月30日より完成自動車工場から積出港までのルートでの全長21mの同トレーラーの運行が可能となった。同施策により、同特区内では積載台数が増え、輸送効率が約3割上がると期待されている。

2019年1月29日、規制緩和が行われ特殊車両通行許可を申請し受理されれば、セミトレーラーのリヤオーバーハングへのはみ出しが1ｍまで可能に成り全長18ｍまでは許可される事と成った。
2017年3月以降、キャリアカーは基本的に準中型車（5t限定含む）以上に分類されており、普通免許では運転できなくなっている。

## 種類
荷台に1台以上の自動車を載せることができる。積載車、ローダー、トランポなどの略称で呼ばれている。
ワイドキャビン（幅広の運転席）、ホイールベース3.8mクラスの積載量2～3.5トン級小型トラック（エルフ・キャンター・ダイナなど）が最も多く使われている。このタイプの車は自動車陸送会社のほか、自動車整備工場、自動車ディーラー、レンタカー会社、JAFやロードサービス会社、レッカー業者などのほか、個人の車愛好家の所有もあり、キャリアカーの中では最もポピュラーなタイプで、シャシーと架装の組み合わせによってはカタログモデルとして設定されるものもある。
積載車両に合わせて、1.5トンクラス、2トンクラス標準幅キャビン、同ショートホイールベース、中型トラッククラスなど、1台積みキャリアカーのラインナップは幅広い。
荷台やウインチの動作は、PTOによる油圧駆動が一般的。
車の積み降ろしは荷台の下に付いているレバーまたはリモコン操作で荷台を斜めに傾けた後に、一般的なトラックのあおりにあたる道板（みちいた）を降ろして行う。道板は、荷台の左右のレバーでロックできるようになっている。
車を載せる場合は、車を自走させ、手押しによって均等に輪止めにあて、車ごとに固定場所を探しゆるめに固定する。固定箇所は、通常6か所を固定する。道板を開放したままの走行は法規違反となる。
車を降ろす場合は、後ろの固定4か所を外し、荷台を斜めに傾ける。そして道板を降ろす。それから前を外し、後は車をバックさせるのみである。
荷台の種類は、折りたたみ式の長い道板（みちいた）を持ち、後半に傾斜がつけられた固定式のほか、後端を接地させるスライド型、荷台を完全に地面に降ろす低車高車両用、キャブと荷台の間のアウトリガー（油圧ジャッキ）でトラック自体を持ち上げて荷台を傾斜させるタイプがある。なお、建設機械やフォークリフトを積載する車両はリヤオーバーハングがホイールベース×1/2以内であるが、車載専用の場合はホイールベース×2/3以内に緩和される。

### 1台積みタイプ

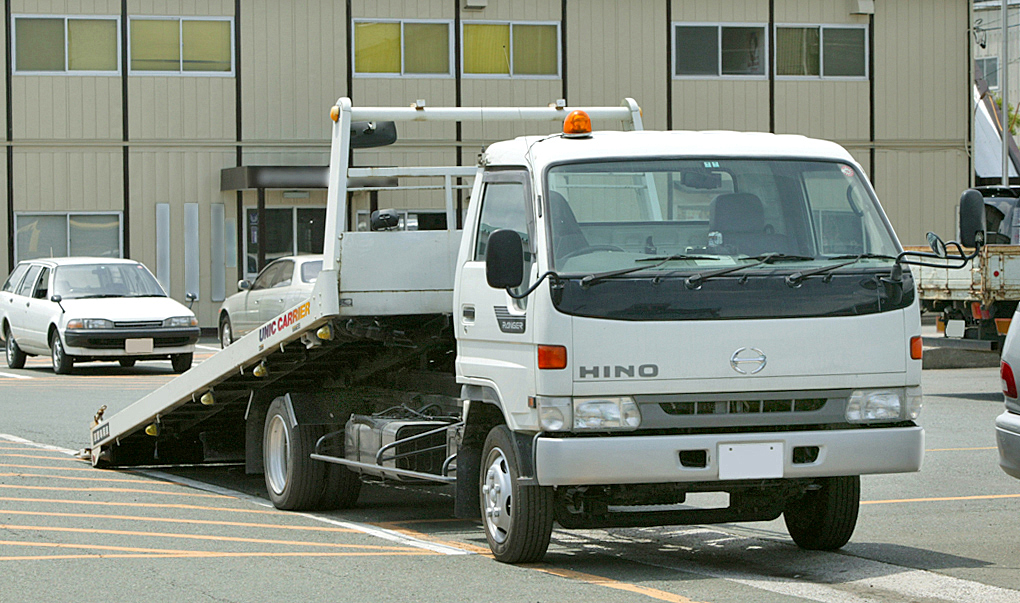
従来のスライド式荷台
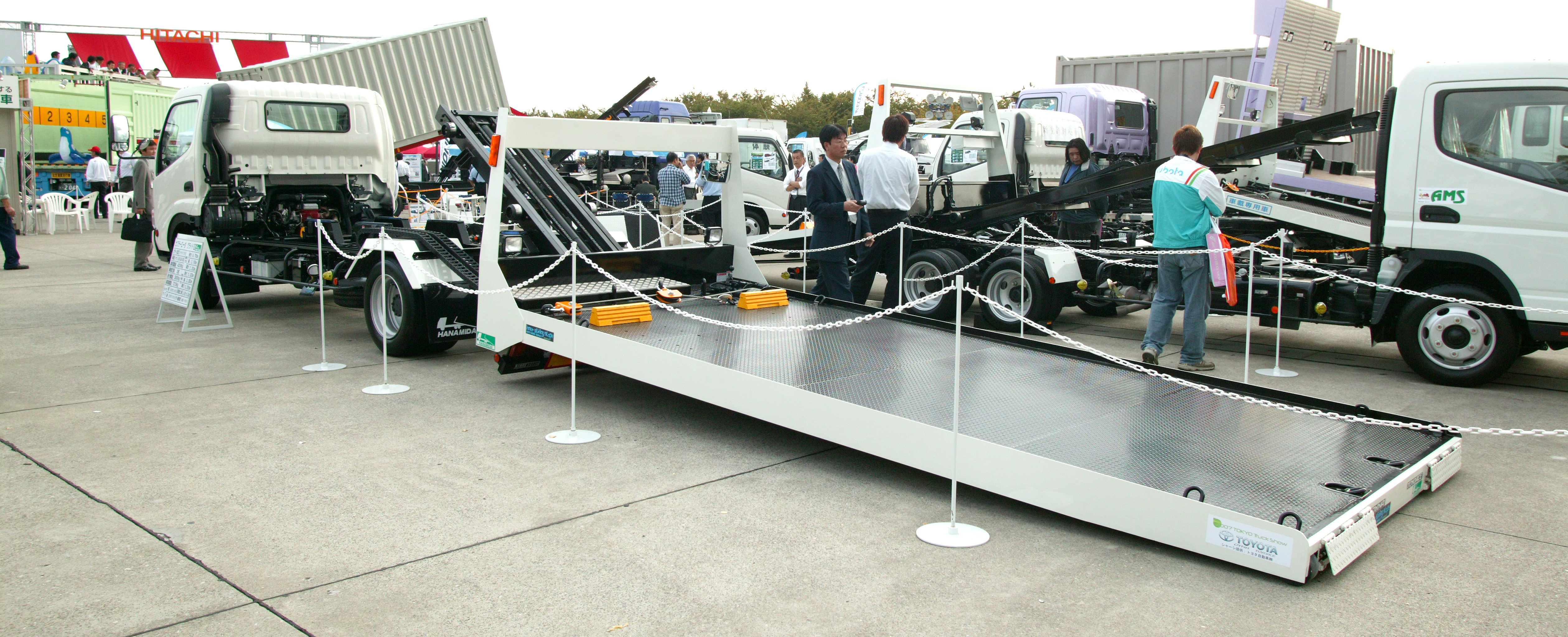
低地上高車用
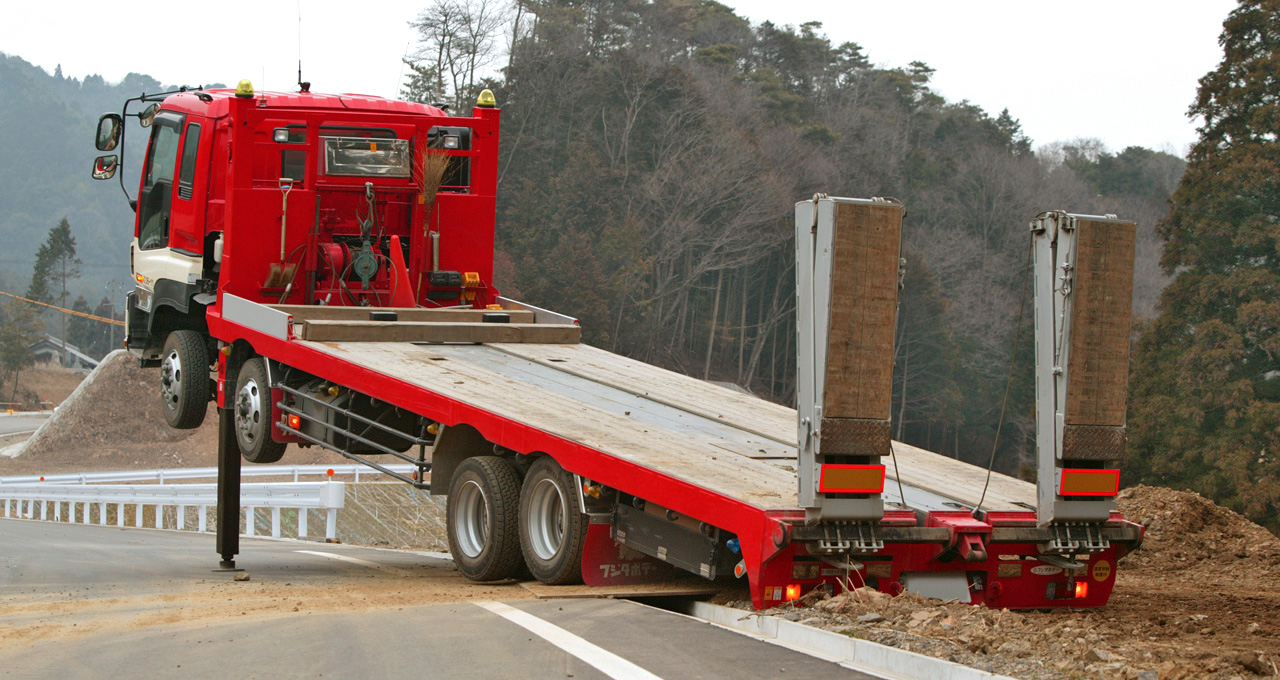
建設機械用
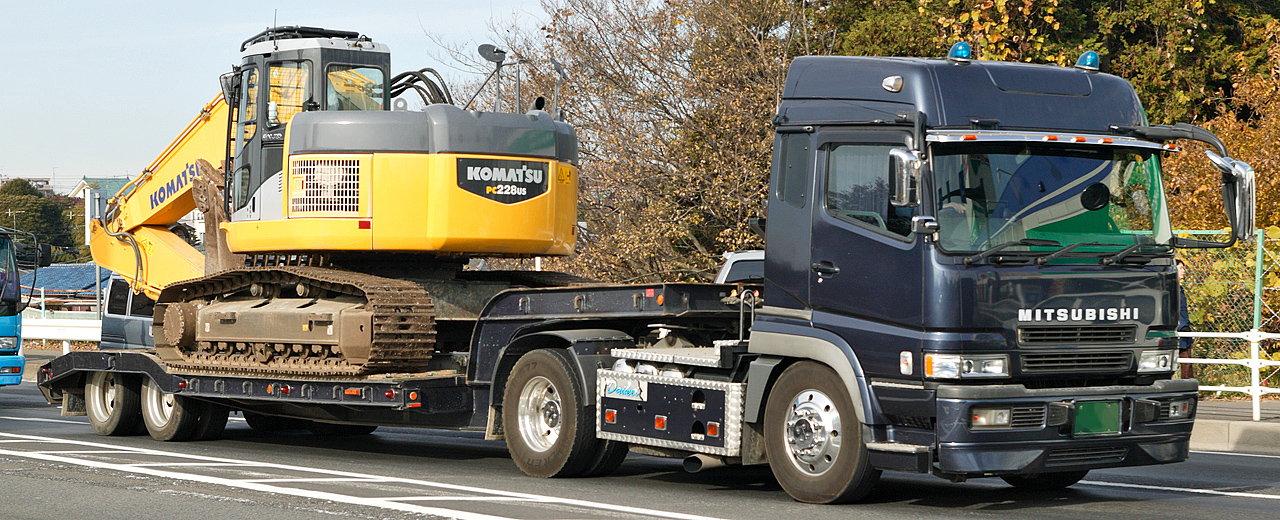
建設機械用 セミトレーラー
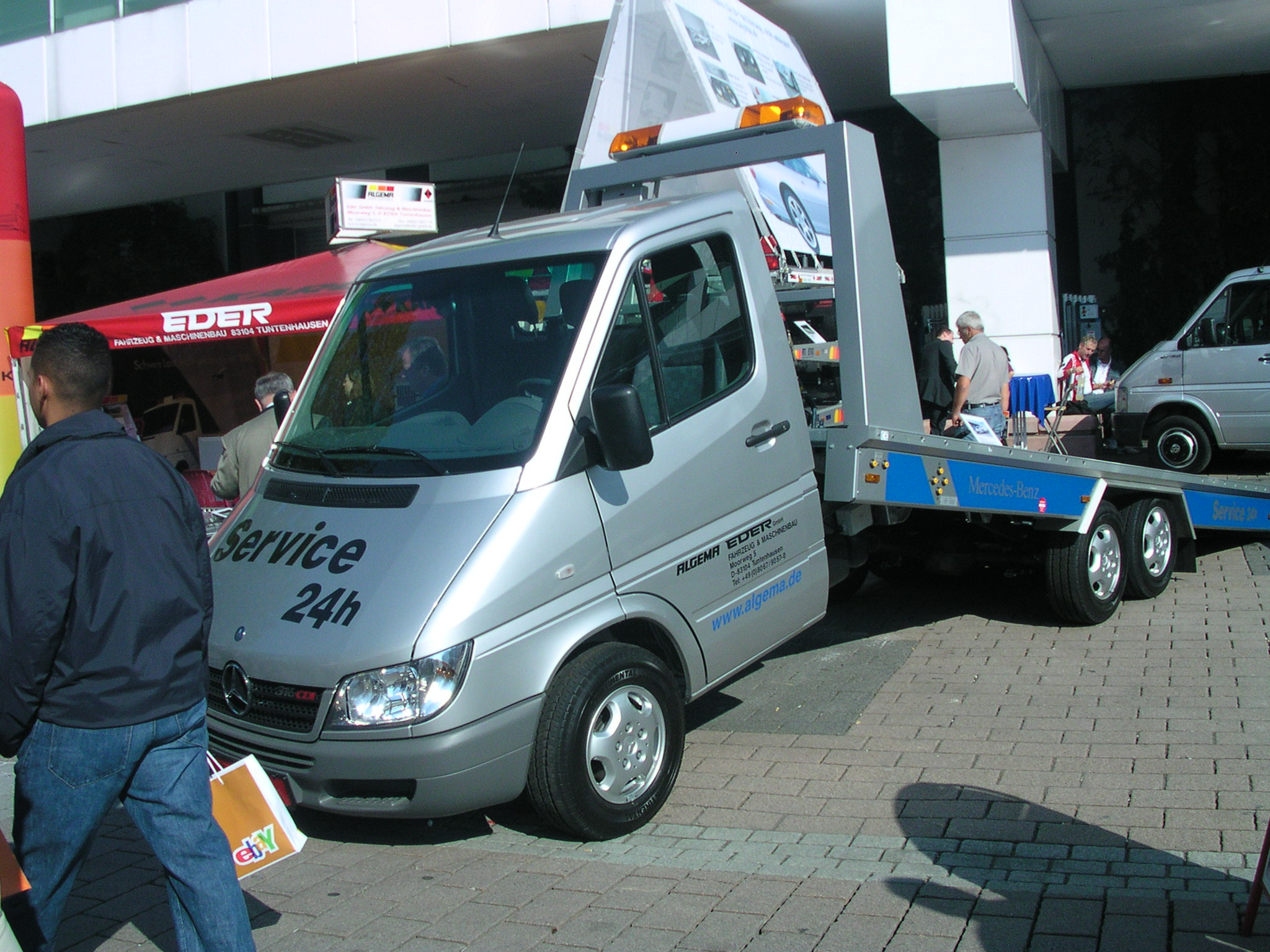
フレーム屈曲式
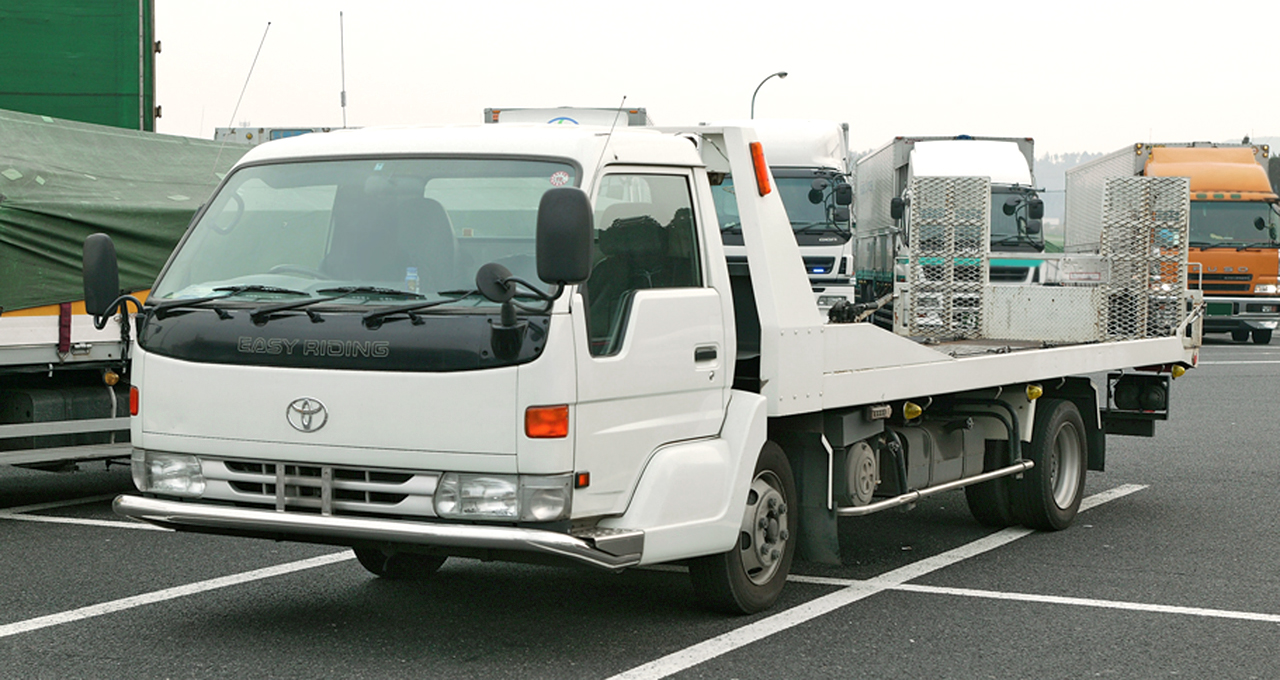
トヨタ・ダイナに設定されていた超低床キャブベース

### 複数台積みタイプ

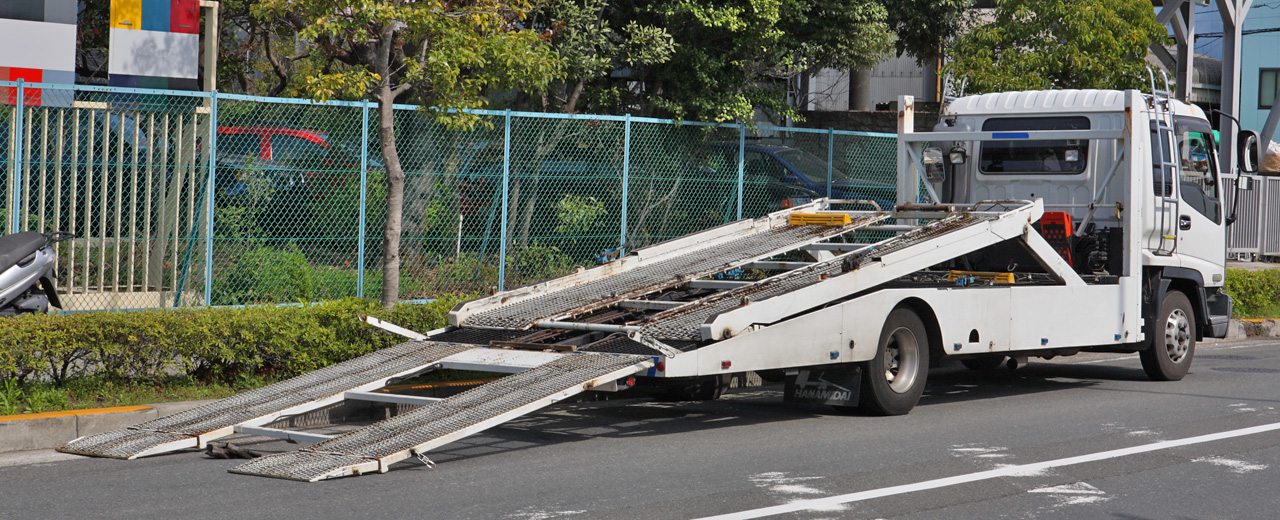
単車 2台積み 上段を降ろした状態
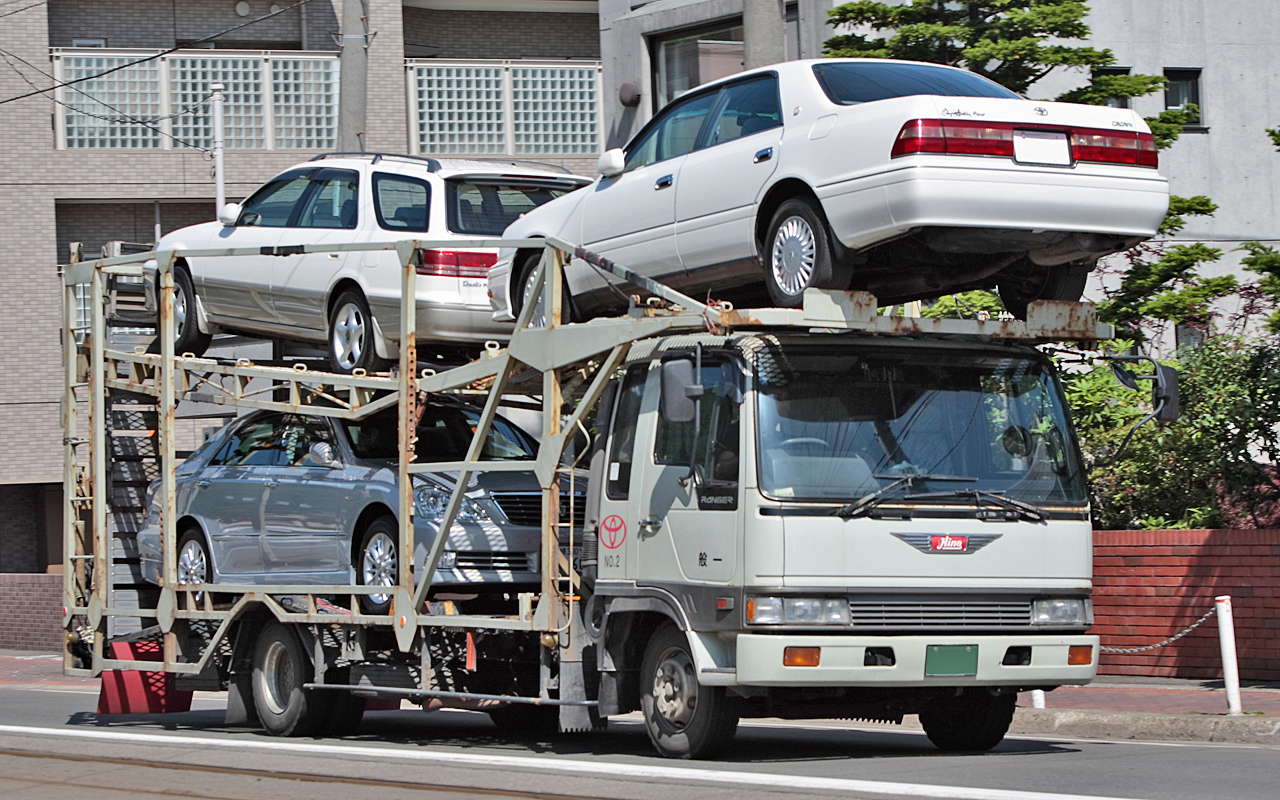
単車 3台積み
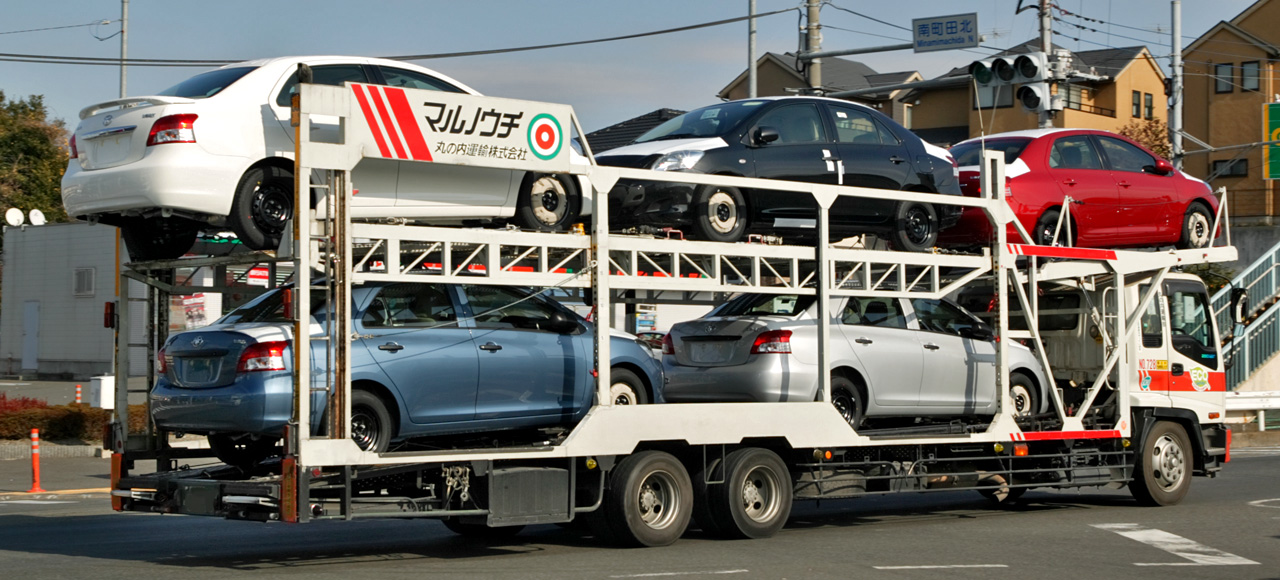
単車 後二軸 5台積み
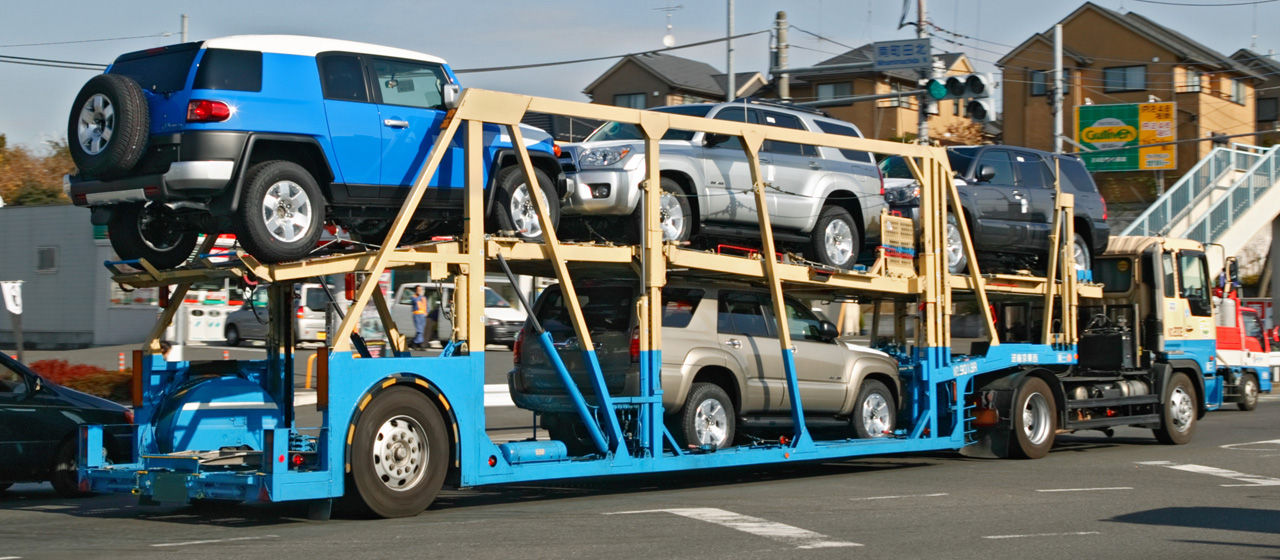
セミトレーラー 全長・全高の大きい車の場合、積載台数は少なくなる
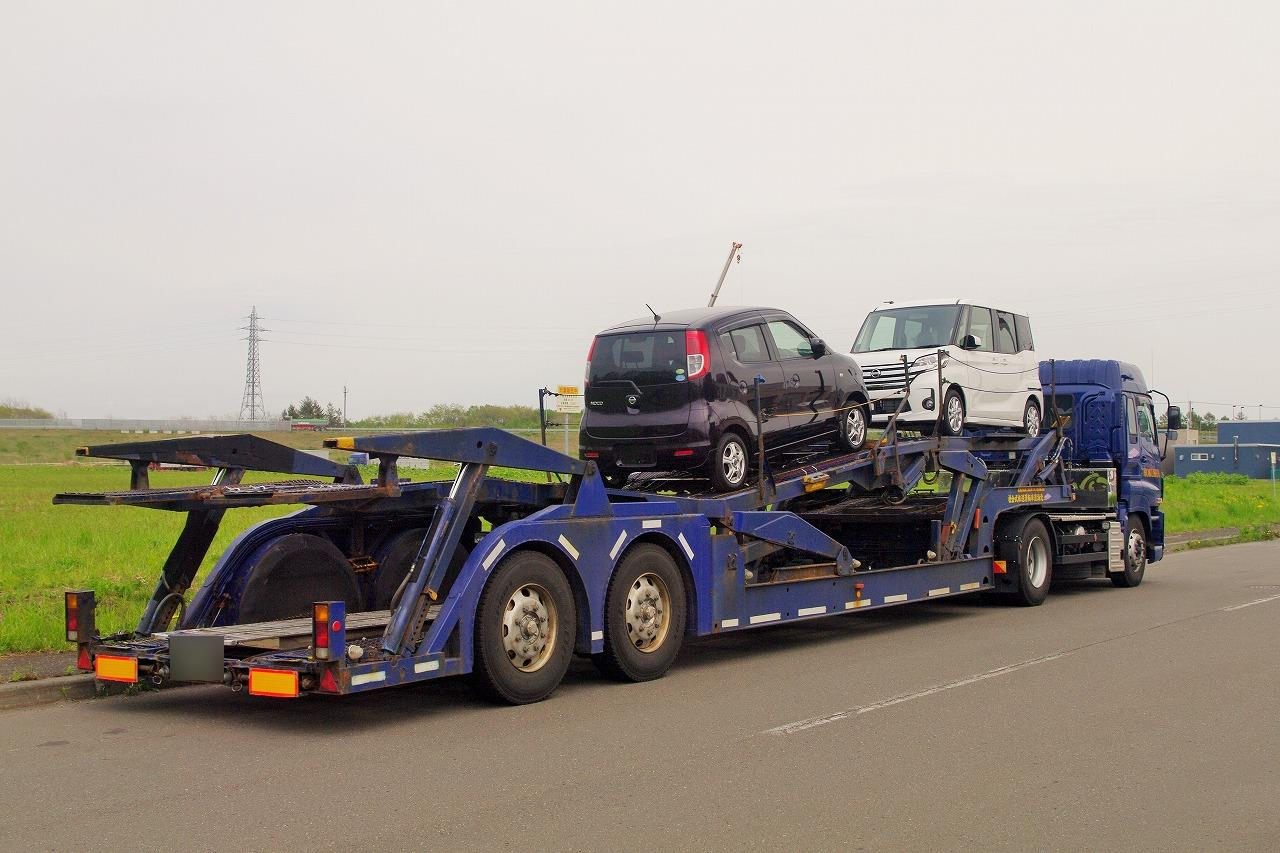
2軸セミトレーラー 積雪地で見られる2軸タイプのキャリアカー
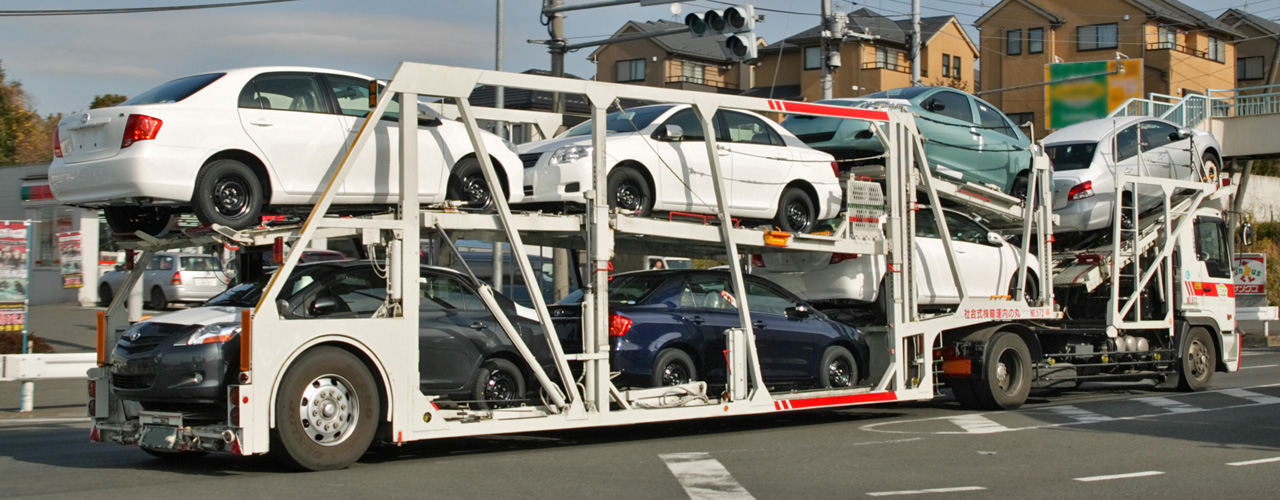
セミトレーラー トラクターにも積載できるタイプ（キャブ搭）
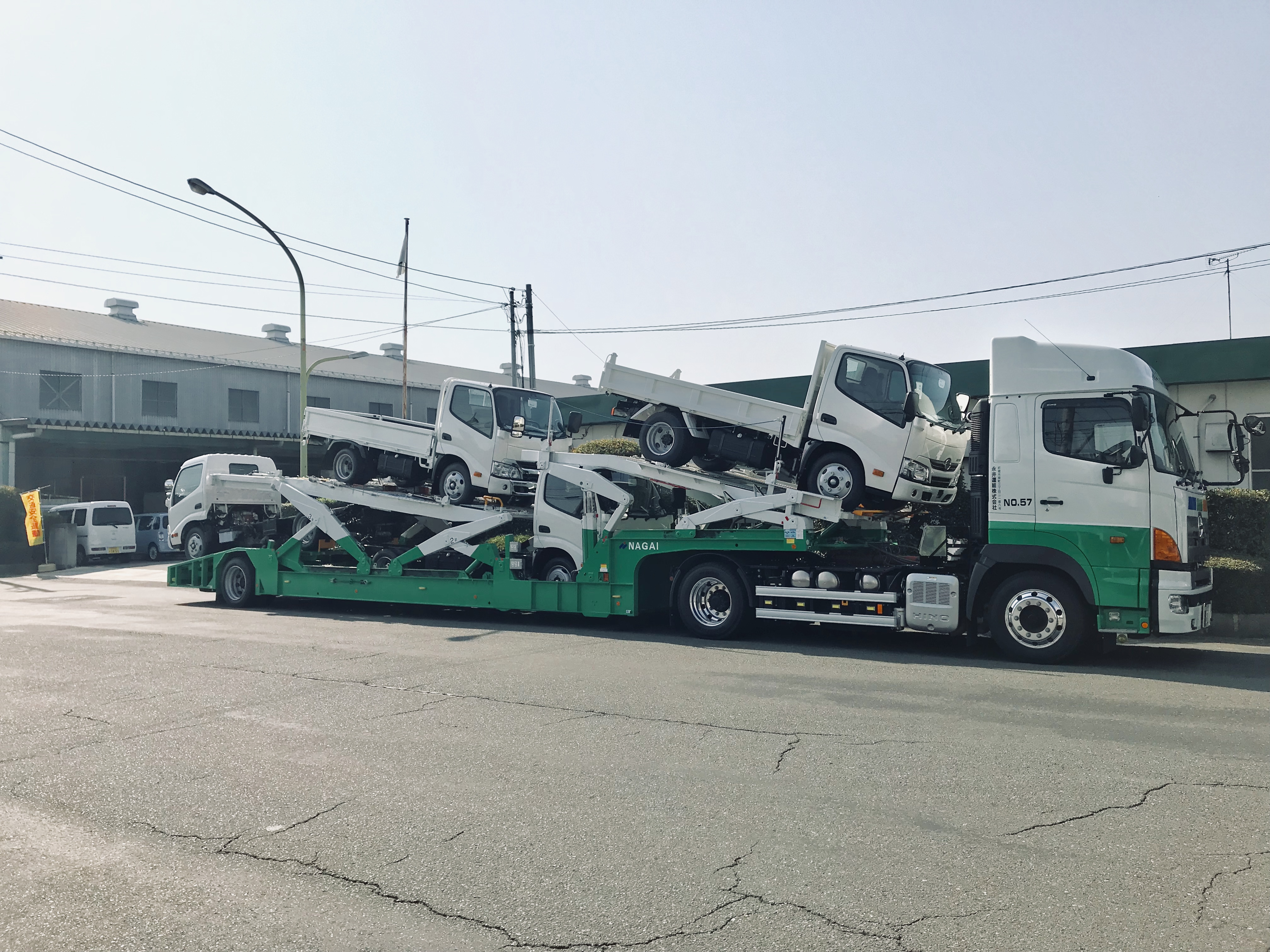
セミトレーラー 車枠無しの2トン車4台積みタイプ
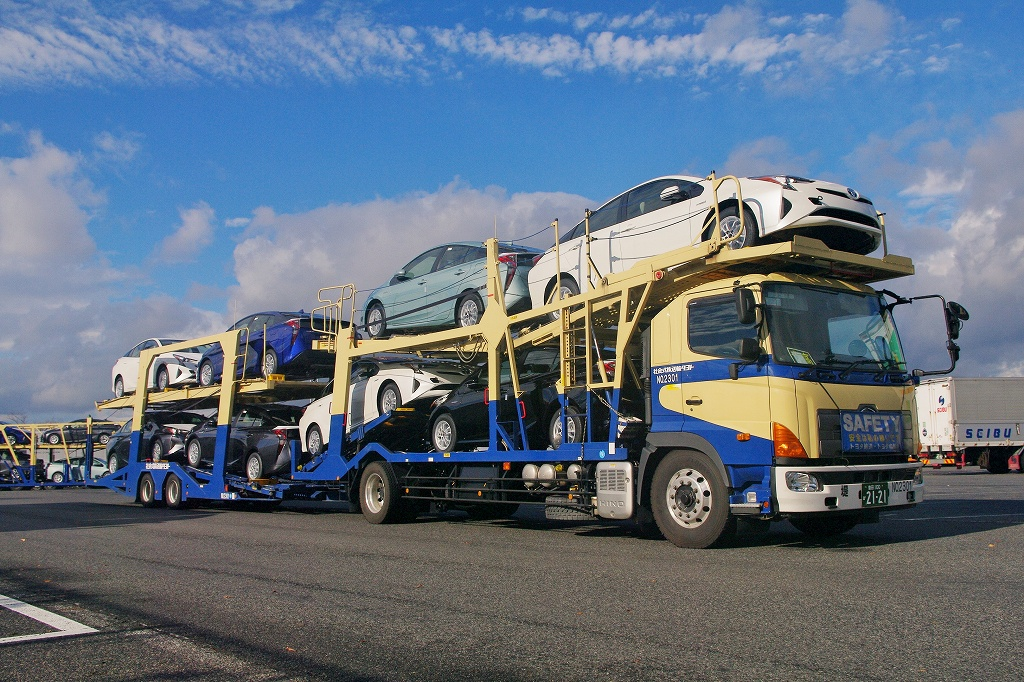
フルトレーラー 21ｍタイプのキャリアカー
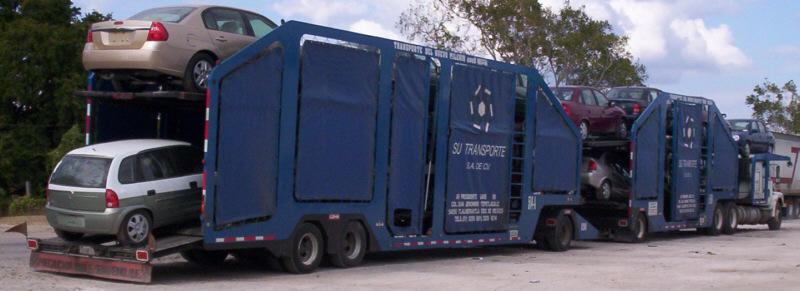
セミトレーラーとフルトレーラーが連結されたキャリアカー（メキシコ）
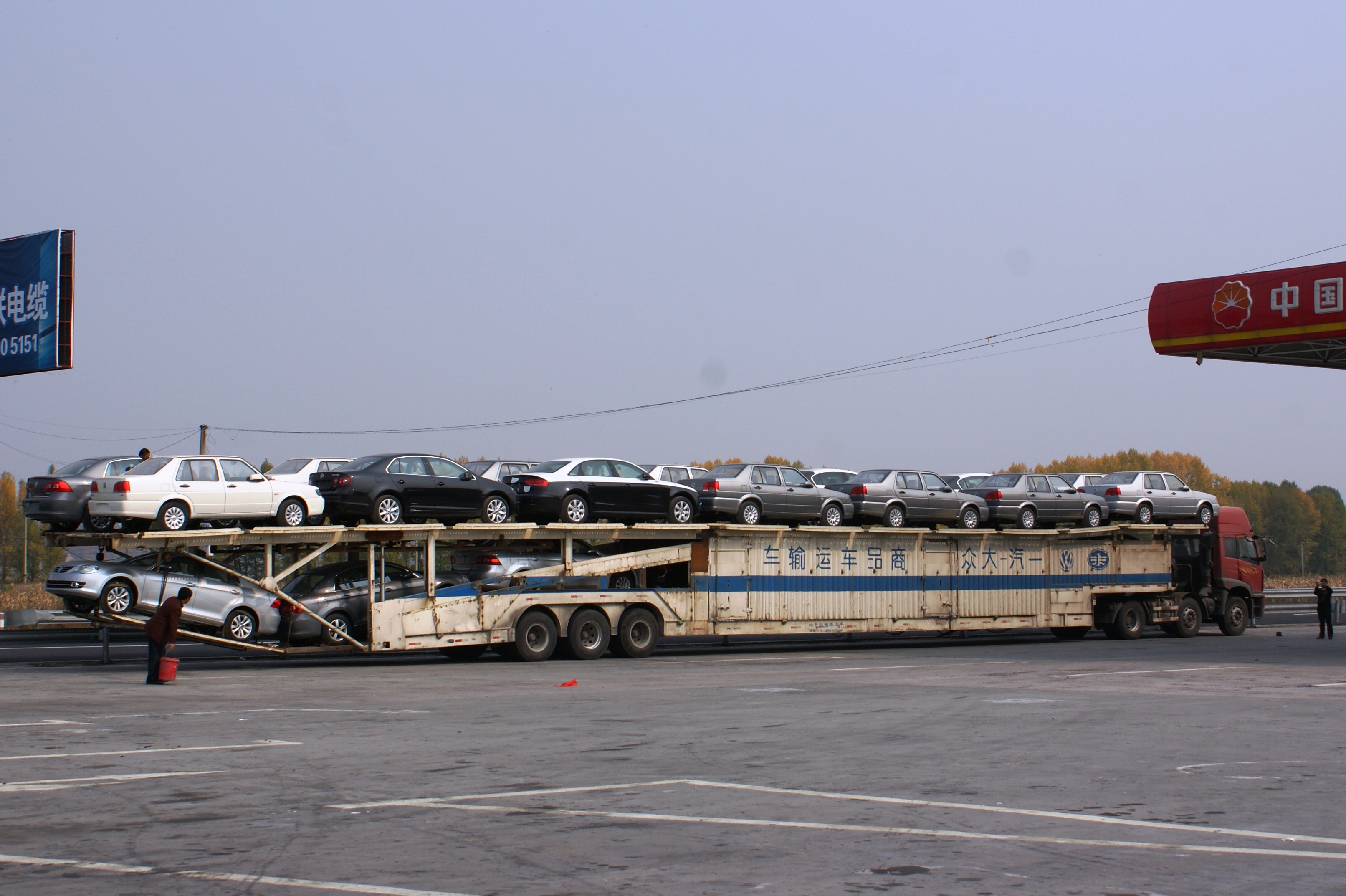
上段に並列で積載可能なキャリアカー（中国）

## 主な架装メーカー
- 尾張車体工業
- 極東開発工業
- 新明和工業
- タダノ
- 花見台自動車（日本で初めてスライド型キャリアカーを開発・製品化したメーカー）
- 古河ユニック（キャリアカーのシェアでは日本国内トップ）
- 丸文（現在は、キャリアカー部門のみアジア工業へ営業譲渡している）
- 細谷車体工業（日本で初めて単車2段式キャリアカーを開発・製品化したメーカー）
- 浜名ワークス（キャリアセミトレーラーのシェアでは日本国内トップ）
- 赤城車体工業
- 矢野特殊自動車
- アジア工業
- 長野車体